# Werowocomoco
Werowocomoco era un villaggio che fungeva da quartier generale del capo Powhatan, un leader politico e spirituale algonchino della Virginia quando gli inglesi fondarono Jamestown nel 1607. Il nome Werowocomoco deriva dal Powhatan werowans (weroance), che significa "capo" e komakah (comoco), "insediamento". La città venne documentata da coloni inglesi nel 1608 come situata vicino alla riva nord del fiume York in quella che oggi è la contea di Gloucester. Era separata da quel fiume e dalla stretta penisola della Virginia dall'insediamento inglese di Jamestown, situato sul fiume James.
Il "camino di Powhatan" a Wicomico, un sito di rovine storiche associate a una casa che si presume sia stata costruita per Powhatan, è stato a lungo ritenuto il sito di questa capitale. Il suo probabile vero sito è stato provvisoriamente identificato dagli archeologi nel 2003 vicino a Purtan Bay, più a ovest sul fiume York. La loro indagine e gli scavi hanno rivelato ampi manufatti, con abitazioni dal XIII al XVII secolo. Il suo primo insediamento fu datato intorno al 1400.
L'area che i nativi americani consideravano Werowocomoco potrebbe aver incluso sia il sito di Purtan Bay, appena identificato, che quello di Powhatan's Chimney. Il consiglio dei supervisori della contea di Gloucester ha osservato che nella lingua algonchina la designazione del villaggio del capo non era un nome di un luogo, ma più correttamente tradotto come un riferimento alle terre in cui viveva. La cultura spostava spesso i quartieri all'interno di un'area generale.

## Storia

### Powhatan
Werowocomoco divenne noto per la prima volta ai primi coloni inglesi della Virginia come la residenza di Wahunsenacawh o Wahunsonacock, il capo supremo della zona. Lui e la sua gente erano conosciuti come Powhatan, un nome derivato dal suo villaggio natale, il piccolo insediamento di Powhatan, che significa le "cascate del fiume", alla linea di caduta del fiume James (l'attuale quartiere Powhatan Hill di Richmond, in Virginia, successivamente sviluppato sul sito). Non è noto quando Wahunsenacawh/Powhatan si trasferì a Werowocomoco. Essendo un luogo già noto alla sua gente come centro regionale, potrebbe aver voluto utilizzarlo a causa della sua associazione con i precedenti capi dei nativi americani. Mentre risiedeva lì, riceveva tributi da diverse tribù algonchine della Virginia in cambio della fornitura di cibo in tempi di carestia, protezione militare e poteri spirituali. Inoltre distribuiva materiali sacri come il rame e alcuni colori di perle di conchiglia. Werowocomoco fu il luogo di numerose interazioni tra Powhatan e i coloni inglesi.

### Pocahontas e il capitano John Smith
Werowocomoco è meglio conosciuto come il luogo in cui John Smith, che era stato catturato dal fratello di Powhatan, Opechancanough mentre cercava cibo lungo il fiume Chickahominy, fu portato a incontrare Powhatan nel dicembre 1607. Secondo il resoconto di Smith del 1624, ora contestato dalla maggior parte degli studiosi, Pocahontas, figlia di Powhatan, impedì a suo padre di giustiziare Smith. Gli storici sono stati scettici su questo racconto, poiché Smith non fece riferimento a questo presunto incidente nei resoconti del 1608 e 1612, registrandolo per la prima volta solo circa diciassette anni dopo. A quel punto Pocahontas era diventata una celebrità in Inghilterra grazie alla sua visita nel 1616-1617 ed era morta, il che permise a Smith di sfruttare la loro precedente e forse breve conoscenza senza contraddizione da parte sua.

### Abbandono
Nei primi anni della colonia inglese, i coloni soffrirono duramente durante l'inverno, periodo noto come "Starving Time" (tempo di carestia). Nel dicembre 1608 Powhatan si offrì di vendere loro un intero "carico di mais in cambio di una mola, cinquanta spade, alcune pistole, un gallo e una gallina, rame e perline, e alcuni uomini per costruirgli una casa in stile inglese". Smith accettò la proposta ma invece di dare armi a Powhatan pianificò di sorprenderlo e prendere il grano con la forza. Inviando quattro tedeschi in avanscoperta, via terra, per lavorare alla casa, Smith si diresse a Werowocomoco via mare il 29 dicembre con un piccolo esercito. Powhatan potrebbe anche aver mostrato malafede; mentre era in viaggio, Smith ricevette un rapporto a Warraskoyack secondo cui il capo stava pianificando un'imboscata al suo gruppo.
Dopo molte soste, Smith arrivò a Werowocomoco il 12 gennaio 1609. Il giorno successivo venne portato a vedere i progressi nella nuova casa di Powhatan nelle vicinanze. Gli uomini di Smith e quelli di Powhatan, dopo non essere riusciti a persuadersi a vicenda a disarmarsi, cercarono di tendere un'imboscata l'un l'altro durante i negoziati. Dopo queste scaramucce, gli inglesi ebbero il loro grano. Il gruppo di Smith risalì il fiume Pamunkey per commerciare con il fratello di Powhatan, Opechancanough, che minacciarono con le armi per ottenere scorte di cibo. Al ritorno a Werowocomoco, pochi giorni dopo, furono sorpresi di trovare la casa incompiuta e l'intera città abbandonata e per questo incolparono i tedeschi. Più probabilmente, Powhatan aveva deciso di trasferirsi in un'area meno accessibile ai coloni fastidiosi.
Inizialmente, Powhatan fece di Orapakes il suo nuovo quartier generale; si trovava in una palude alla testa del fiume Chickahominy (vicino allo svincolo moderno dell'Interstate 64 con l'Interstate 295). Successivamente, tra il 1611 e il 1614, si trasferì più a nord a Matchut, nell'attuale contea di King William, sulla riva nord del fiume Pamunkey. Dopo la morte di Powhatan, nel 1618, Opechancanough gli succedette come capo supremo, sebbene controllasse un numero di tribù inferiore a quelle governate da Powhatan. Usò la vicina Youghtanund come sua capitale, che servì, così come Werowocomoco, come luogo in cui accettava i tributi delle tribù suddite.

### Prova della posizione
La posizione di Werowocomoco è stata persa dalle memorie inglesi durante il XVII secolo. Gli studiosi credevano che West Point (una città fondata alla confluenza dei fiumi Pamunkey e Mattaponi alle sorgenti del fiume York) sembrava incontrare una descrizione del villaggio Powhatan negli scritti del colono John Smith:
(John Smith)

### Il camino di Powhatan
Negli anni successivi, la popolazione locale pensava che Werowocomoco si trovasse vicino al Powhatan's Chimney, a circa 40 km. a est dell'attuale West Point, in Virginia, nell'area di Timberneck Bay, leggermente a monte del fiume York da Gloucester Point. Il camino presente sul sito era associato alla casa incompleta di cui John Smith aveva assistito alla costruzione, che nella leggenda locale divenne una casa costruita da Smith per Powhatan nel villaggio regionale di quest'ultimo. Per questo motivo i coloni inglesi e i loro discendenti chiamarono l'area Werowocomoco. Il suo nome è stato cambiato in una versione più breve, Wicomico, dall'ufficio postale degli Stati Uniti per facilità d'uso quando è stato istituito un ufficio postale nel villaggio.

### Riscoperta
Nel 1977, Daniel Mouer, un archeologo della Virginia Commonwealth University (VCU), identificò come possibile ubicazione di Werowocomoco un sito più a ovest lungo il fiume York a Purtan Bay, a meno di 40 km. da West Point e 24 km. da Jamestown, a circa 11 km.a ovest di Gloucester. Quando raccolse manufatti dalla superficie dei campi arati e lungo la spiaggia, trovò frammenti di ceramiche indiane che andavano dal tardo periodo dei boschi fino al contatto europeo. Questi indicavano che quest'area era il "possibile sito di 'Werowocomoco'". Sulla base delle sue scoperte, l'area è stata designata come sito storico della Virginia.
Nel 2002 i Ripley, allora proprietari terrieri del sito, autorizzarono ulteriori esplorazioni archeologiche sulla loro proprietà. Avevano già trovato molte punte di frecce antiche sulla superficie. Tra marzo 2002 e aprile 2003, gli archeologi hanno condotto un'indagine archeologica completa su una parte della proprietà. I test iniziali includevano lo scavo di 603 buche di prova, ciascuna da 29 a 41 cm. di profondità e 15 metri per lato. Hanno trovato migliaia di manufatti in tutto il sito, a dimostrazione che era rimasto integro e non era stato molto disturbato. Questi reperti includono una perla blu probabilmente prodotta in Europa.
Poiché questi risultati hanno mostrato un sostanziale insediamento esteso su circa 20 ettari e, in accordo con le descrizioni storiche, hanno lasciato intendere che questa fattoria fosse l'ex sito di Werowocomoco. "Riteniamo di avere prove sufficienti per confermare che la proprietà è effettivamente il villaggio di Werowocomoco", ha affermato Randolph Turner, direttore dell'ufficio regionale di Portsmouth del Virginia Department of Historic Resources nel 2003. Anche gli studi sulle prime prove di mappatura supportano le conclusioni degli studiosi.
Dal 2003, un team di archeologi e ricercatori ha lavorato in questo sito in équipe. Loro e i proprietari del terreno hanno avviato una consultazione con il Virginia Council on Indians per pianificare ed eseguire gli scavi. I rappresentanti delle tribù indiane della Virginia, alcuni dei quali sono discendenti delle tribù affluenti di Powhatan, continuano a consigliare i ricercatori. Gli scavi, in corso dal 2003, hanno rivelato prove di una grande città, tra cui due fossati curvi lunghi 61 metri, in terrapieno costruiti a 300 metri dalla sponda del fiume intorno al 1400, duecento anni prima che gli inglesi visitassero la zona per la prima volta. Nel 2006 il sito archeologico di Werowocomoco è stato inserito nel Registro nazionale dei luoghi storici (NRHP). In futuro, gli studiosi sperano di trovare ulteriori prove sul sistema politico Powhatan.
Nel 2014, il presidente Barack Obama ha proposto un futuro finanziamento del bilancio federale per acquisire questo sito nella contea di Gloucester per renderlo parte del National Park System. In base a questa proposta, Werowocomoco sarebbe formalmente aperto al pubblico sotto la gestione del National Park Service. Il National Park Service ha completato l'acquisizione della proprietà nell'estate del 2016.

## Sito archeologico di Werowocomoco

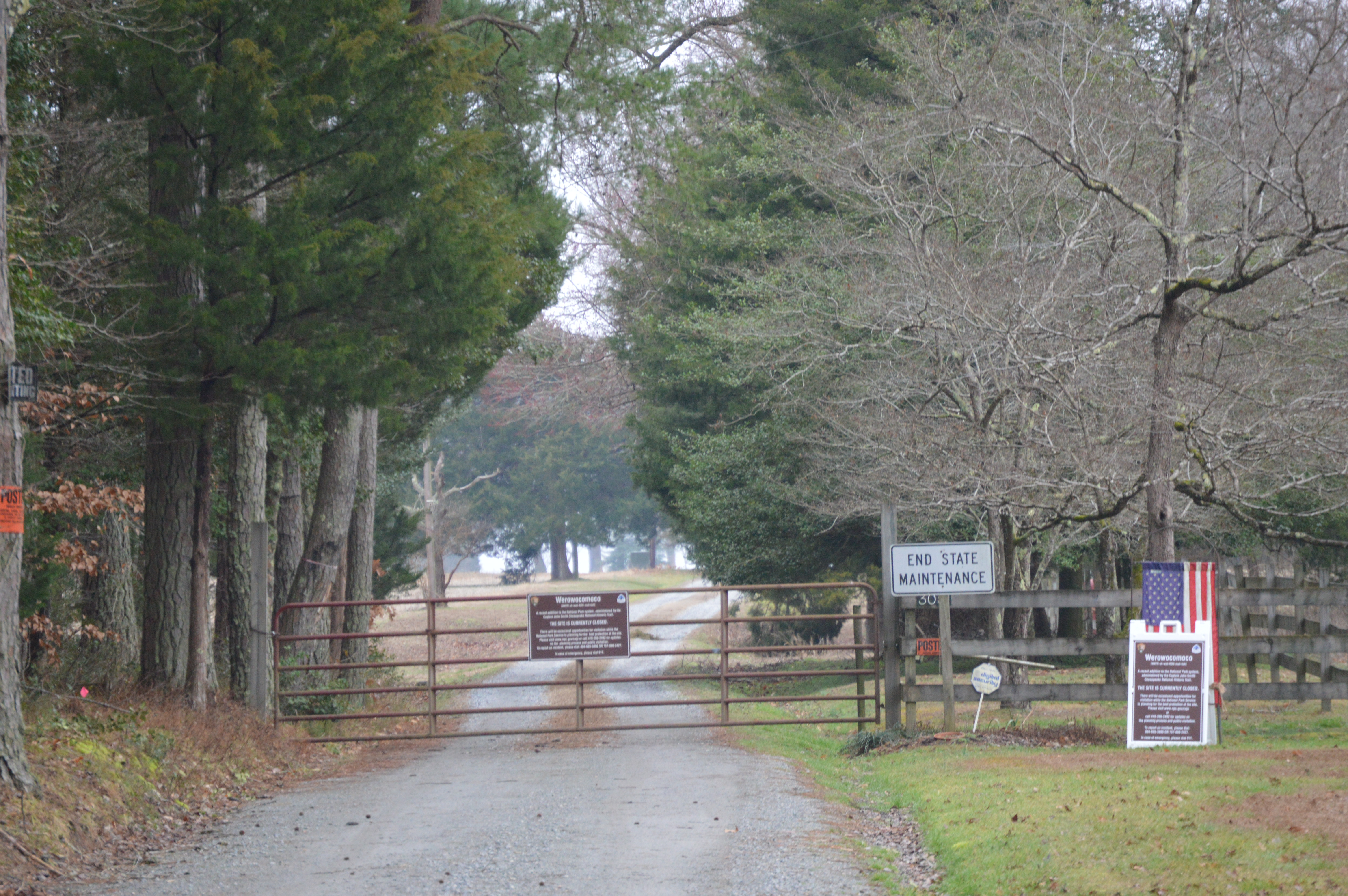
Ingresso al sito di Werowocomoco

Thane Harpole e David Brown, due archeologi di Gloucester, sono stati determinanti nel lavoro presso il sito di Purtan Bay dal 2002. A partire da quell'anno fu costituito il Werowocomoco Research Group per iniziare gli scavi. Il gruppo di ricerca è uno sforzo collaborativo del College of William and Mary e del Virginia Department of Historic Resources, con la consulenza delle tribù della Virginia orientale.
Gli scavi hanno rivelato una comunità dispersa di circa 20 ettari, occupata dal XIII fino all'inizio del XVII secolo. I manufatti recuperati comprendono ceramiche autoctone e strumenti in pietra, oltre a resti floreali e faunistici di una vasta comunità residenziale. Il gruppo di ricerca ha anche recuperato numerosi beni commerciali inglesi, prodotti con vetro, rame e altri metalli, provenienti da Jamestown. Ciò è conforme ai conti commerciali dei coloni a Werowocomoco; avevano notato che Powhatan era molto interessato agli oggetti inglesi, in particolare il rame, durante i primi giorni della colonia di Jamestown.
I due fossati scoperti nel 2004 potrebbero far parte di una costruzione a forma di D annotata sulla mappa di John Smith del 1612. I ricercatori hanno stabilito che i fossati possano essere datati intorno al 1400, indicando che gli indiani della Virginia avevano stabilito un insediamento a lungo termine in questo sito più di 200 anni prima dell'arrivo degli inglesi a Jamestown. Le costruzioni in terrapieno erano spesso parte integrante dei centri cerimoniali e questi potrebbero aver definito o separato un'area sacra. Le continue scoperte degli scavi stanno aiutando gli studiosi a comprendere le relazioni indiano-europee della Virginia. Il periodo di interazione in questo sito è stato breve in relazione alle molte centinaia di anni di precedenti insediamenti indigeni.
Questo progetto è degno di nota perché archeologi e altri ricercatori hanno attentamente concertato la consultazione, la pianificazione e l'esecuzione degli scavi con i membri delle tribù indiane della Virginia. Queste includono Mattaponi, Pamunkey e Mattaponi superiori, alcuni dei quali considerano sacri tali siti, poiché includono manufatti funerari dei loro antenati.
(Stephen R. Adkins, capo della tribù Chickahominy e membro del Virginia Indian advisory board.)
A causa dell'importanza degli scavi, nel 2006 il Sito archeologico di Werwomocomo è stato inserito nel Registro Nazionale dei Luoghi Storici (NRHP).